# Painkiller Party
Painkiller Party ist eine Electronicore-Band, die in Minden gegründet wurde und mittlerweile in Berlin ansässig ist. Das Duo ist bekannt für seine außergewöhnliche Bühnenperformance und seine nicht-konventionelle Musik.

## Geschichte

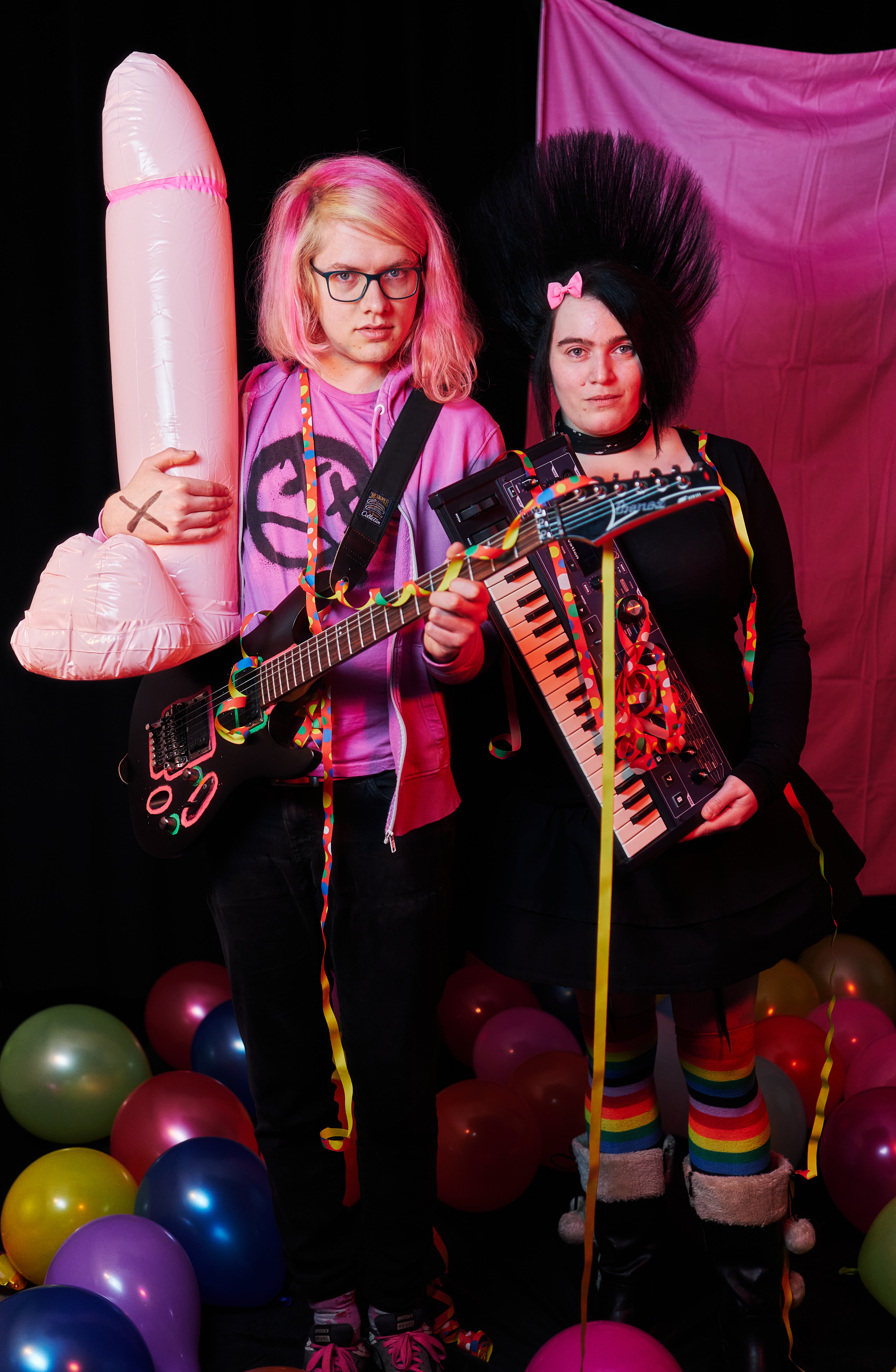
Painkiller Party – Josefine Schulz & Noel Sommerkamp (2023)

2018 gründete die Sängerin und Programmiererin Jenny Josefine Schulz eine Band, um humorvolle Partymusik innerhalb des Core-Genres zu machen. Die Besetzung war Max Schulze am Bass, Christopher S. an der Gitarre und Noel Sommerkamp am Schlagzeug. Ihr Debütalbum Welcome to the Party wurde in den Pitchback Studios von David Beule aufgenommen und von Aljoscha Sieg gemixt und gemastert. Das Album erschien bei Dedication Records / Hopeless World Records am 30. August 2019. Mit diesem Album war die Band im Winter 2019/2020 auf einer kleinen Deutschlandtour, nach der ebenfalls ein Mitgliederwechsel stattfand. Die Band trennte sich von ihrem Bassisten und Gitarristen und zog nach Berlin.
Während der Pandemie hatten Painkiller Party mehrere Livestreams. Am 17. September 2021 erschien ihr zweites Album It’s Never Too Late to Have a Happy Childhood wieder bei Dedication Records / Hopeless World Records und erzielte vorrangig positive Kritiken im In- sowie Ausland. So schrieb beispielsweise Metal1.info:

„Painkiller Party sind ein fleischgewordener Trigger für alle konservativen Szenewächter, reaktionären Genrepolizisten und elitären Tastaturkrieger, die mit ihrem engstirnigen Schwarzweiß-Szenebild bei der Einordnung dieser Combo in ihrer selbstgebauten Sackgasse landen.“

Das Webzine Justdifferentwhatelse schrieb:

„Eine solche Authentizität, die Painkiller Party mitbringen, hast Du sicherlich noch nicht zuvor erlebt oder gehört.“

Nach der Pandemie tourte die Band durch zahlreiche europäische Länder. 2022 bestritt sie u. a. zwei längere Osteuropatouren, Anfang 2023 eine kleinere Italientour.
Am 5. Mai 2023 erschien ihr drittes Album Electro-Cute, das ebenfalls positiv von der Presse aufgenommen wurde.

## Stil
Painkiller Party machen Electronicore, also Metalcore mit elektronischen Einflüssen, die sich im Fall von Painkiller Party in Form von naiv-kindlichen, verspielten Synthesizer-Melodien sowie Samples zeigen. Im Kontrast dazu stehen die sehr tiefen, dem Deathcore entstammenden Growls von Sängerin Josefine Schulz sowie die im Genre typischen Breakdowns und das harte, schnelle Gitarren- und Schlagzeugspiel. Von verschiedenen Fachzeitschriften wurde das Fehlen konventioneller Harmonien angesprochen, das ebenso wie die Selbstironie ihrer Texte zum Stilmerkmal der Musik von Painkiller Party gehört. Die Band selbst bezeichnet ihren Stil auch als Partycore oder Pornocore. Der Porno-Aspekt kommt dabei neben ihrer Bühnenperformance vor allem durch ihre Texte zu tragen, die explizite sexuelle Handlungen darstellen. Dies führte u. a. zu Sperrungen ihrer Musikvideos auf verschiedenen Plattformen.

## Diskografie
Alben
- 2019: Welcome to the Party (Dedication Records / Hopeless World Records)
- 2021: It’s Never Too Late to Have a Happy Childhood (Dedication Records / Hopeless World Records)
- 2023: Electro-cute (Anti Allez)

Musikvideos
- 2019: Welcome to the Party
- 2019: Rainbow Hair
- 2019: Chicks & Dicks
- 2020: We’re So Fucking True
- 2021: I’m Empty, You’re Full[24]
- 2021: It’s Never Too Late to Have a Happy Childhood[25]
- 2021: Rising Higher
- 2022: Still Fucking True
- 2023: For Heaven’s Cake
- 2023: A Good Party Starts Once The Idiots Are Gone